# Puerto de Quebec
El Puerto de Quebec (en francés:Port de Québec) es un puerto interior ubicado en la Ciudad de Quebec, en la provincia de Quebec, Canadá. Es el puerto más antiguo de Canadá, y el segundo más grande de Quebec después del puerto de Montreal. 
En el siglo XIX, el Puerto de Quebec fue uno de los más importantes del mundo, que jugó un papel importante en el desarrollo de la ciudad y de Canadá. En 1863, más de 1.600 barcos pasaron por el puerto, facilitando el transporte de casi 25.000 marineros. Fue durante esta época que la industria de la construcción naval creció considerablemente en la ciudad de Quebec.